# Stora Gåsskär, Nagu
Stora Gåsskär är en ö nära Nötö i Nagu,  Finland.   Den ligger i Pargas stad i den ekonomiska regionen  Åboland  och landskapet Egentliga Finland. Ön ligger omkring 5 kilometer nordost om Nötö, omkring 24 kilometer söder om Nagu kyrka,  57 kilometer sydväst om Åbo och 170 km väster om Helsingfors. Närmaste allmänna förbindelse är förbindelsebryggan vid Kopparholm som trafikeras av M/S Nordep.
Terrängen på Stora Gåsskär är mycket platt.
I övrigt finns följande på Stora Gåsskär: